# Kaznów-Kolonia
Kaznów-Kolonia – wieś w Polsce położona w województwie lubelskim, w powiecie lubartowskim, w gminie Ostrów Lubelski, przy drodze wojewódzkiej 821. 
Wieś stanowi sołectwo gminy Ostrów Lubelski. Według Narodowego Spisu Powszechnego (III 2011 r.) wieś liczyła 311 mieszkańców.
Na początku 2023 roku znaleziono tu żelazny grot z okresu wpływów rzymskich.
| SIMC    | Nazwa      | Rodzaj    |
| ------- | ---------- | --------- |
| 1020789 | Dzikie     | część wsi |
| 1020803 | Pod Lasem  | część wsi |
| 1020810 | Pod Osówką | część wsi |
| 1020826 | Wzgórek    | część wsi |

W latach 1975–1998 wieś administracyjnie należała do województwa lubelskiego.